# Megachile phaola
Megachile phaola är en biart som beskrevs av Cameron 1907. Megachile phaola ingår i släktet tapetserarbin, och familjen buksamlarbin. Inga underarter finns listade i Catalogue of Life.